# Zhang Yawen
Zhang Yawen (chinesisch :张亚雯; * 9. März 1983 in Chongqing) ist eine chinesische Badmintonspielerin.

## Sportliche Karriere
Zhang Yawen gewann bisher fünf Medaillen bei den Badminton-Weltmeisterschaften. 2005 holte sie Bronze im Damendoppel mit Zhang Dan und Silber im Mixed mit Xie Zhongbo hinter Liliyana Natsir und Nova Widianto aus Indonesien. Ein Jahr später gewann sie das Halbfinale des Damendoppels mit Wei Yili gegen Yang Wei und Zhang Jiewen, unterlag aber im Endspiel ihren Landsfrauen  Gao Ling und Huang Sui. 2007 in Kuala Lumpur war das Semifinale Endstation für Zhang Yawen sowohl im Damendoppel als auch im Mixed.
Bei Olympia 2008 musste sie ihre Goldhoffnungen erneut im Halbfinale des Damendoppels begraben. Mit Wei Yili unterlagen sie den späteren Olympiasiegern Du Jing und Yu Yang. Im Spiel um Bronze siegten sie dann gegen Miyuki Maeda und Satoko Suetsuna aus Japan.